# Rouelles
Rouelles is een gemeente in het Franse departement Haute-Marne (regio Grand Est). De gemeente telt 37 inwoners (2009). De plaats maakt deel uit van het arrondissement Langres.

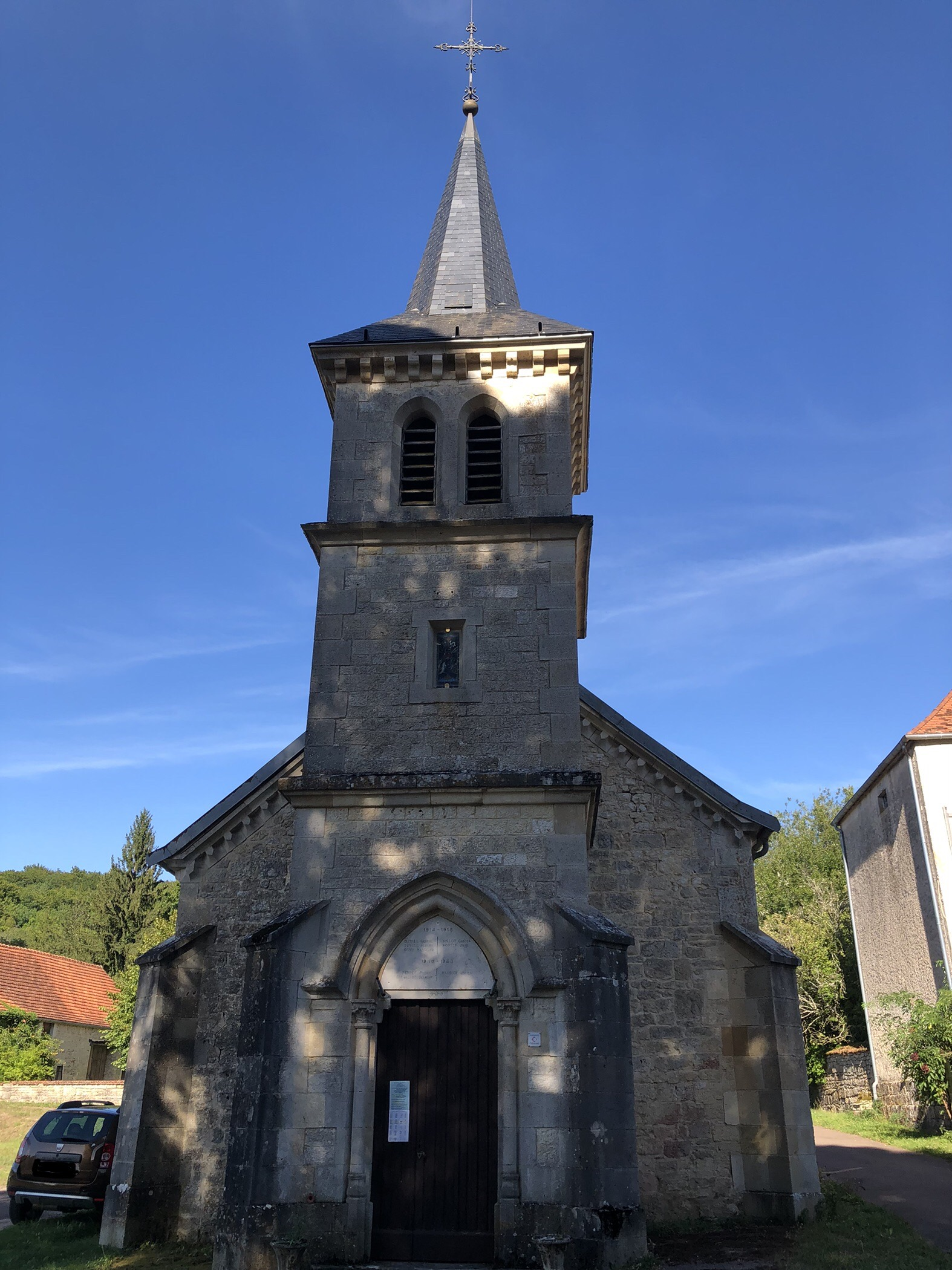
Église Notre-Dame de l'Assomption

## Geografie
De oppervlakte van Rouelles bedraagt 7,7 km², de bevolkingsdichtheid is dus 4,8 inwoners per km².
De onderstaande kaart toont de ligging van Rouelles met de belangrijkste infrastructuur en aangrenzende gemeenten.

## Bezienswaardigheden
- De Église Notre-Dame de l'Assomption

## Demografie
Onderstaande figuur toont het verloop van het inwonertal (bron: INSEE-tellingen).